# Youhanna Boutros Helou
Youhanna Helou (in arabo: يوحنا الحادي عشر الحلو; Ghosta, ... – Qannubin, 12 maggio 1823) è stato eparca titolare di San Giovanni d'Acri e patriarca della Chiesa maronita con il nome di Youhanna XI Boutros (in italiano: Giovanni XI Pietro).
Nei documenti latini è chiamato Dolce o Dolci, traduzione del cognome El Helou.

## Biografia
Youhanna Helou nacque nel villaggio di Ghosta, nel distretto di Kisrawan in Libano. Nel 1786 fu consacrato eparca titolare di San Giovanni d'Acri dal patriarca Youssef Estephan, di cui fu vescovo ausiliare.
Il 24 settembre 1808 il patriarca Youssef Boutros Tyan annunciò le proprie dimissioni, che furono accolte dalla Santa Sede il 19 novembre successivo. Nel mese di giugno 1809 il sinodo dei vescovi maroniti si riunì ed elesse l'8 giugno nuovo patriarca Youhanna Helou, che assunse il nome di Youhanna Boutros. Pio VII era in quel momento prigioniero dei francesi a Savona e venne informato da Propaganda Fide della correttezza e della legittimità dell'elezione di Helou. Tramite un breve del 25 gennaio 1810, il papa confermò l'elezione del nuovo patriarca, in attesa di espletare le formalità richieste secondo le consuetudini. Ritornato a Roma, nel concistoro del 19 dicembre 1814 confermò ufficialmente l'elezione di Youhanna Helou con la consegna del pallio.
Il patriarca pose la sua residenza nel monastero di Santa Maria di Qannubin, nella valle di Qadisha, antica residenza patriarcale, che restaurò dopo anni di abbandono. Inoltre trasformò in seminari due conventi: quello di San Marone di Kfarhaye (nel distretto di Batrun) e quello di San Marone di Roumieh (nel distretto di Metn).
Il 1º novembre 1816 Pio VII scrisse a Youhanna Helou il breve In communi, accompagnato da due decreti di Propaganda Fide, per richiamare l'attenzione della Chiesa maronita su due punti della riforma intrapresa dal sinodo del Monte Libano del 1736 che finora erano stati disattesi: ossia la fine dei monasteri doppi, dove religiosi e religiose abitavano assieme (intollerabilem abusum simultaneae cohabitationis sub eodem tecto monachorum et monialium); e l'obbligo di residenza per i vescovi (quosdam Maronitarum Episcopos extra fines suarum dioecesum residere). Ed ordinò al patriarca di convocare un sinodo per risolvere definitivamente queste due questioni ancora in sospeso.
Il sinodo si svolse nel monastero Nostra Signora di Louiaze (Loaisah) alla presenza del delegato apostolico Aloisio Gandolfi il 13 e 14 aprile 1818. Gli atti del sinodo furono sottoposti a Propaganda Fide per la loro approvazione. Questa apportò alcune modifiche con il decreto Cum per litteras del 15 marzo 1819; la documentazione fu infine approvata da Pio VII con il breve Quod de constanti del 25 maggio successivo. Tuttavia la definitiva applicazione dei canoni di questo sinodo fu opera del successore di Helou, Youssef Boutros Hobaish.
Il patriarca morì il 12 maggio 1823 nel monastero di Qannubin, dove venne sepolto.

## Genealogia episcopale e successione apostolica
La genealogia episcopale è:
- Patriarca Youhanna Bawab
- Patriarca Jirjis Rizqallah
- Patriarca Stefano Douayhy
- Patriarca Yaaqoub Boutros Awwad
- Patriarca Semaan Boutros Awwad
- Patriarca Youssef Boutros Estephan
- Patriarca Youhanna Boutros Helou

La successione apostolica è:
- Patriarca Youssef Boutros Hobaish (1820)